# Vishka Asayesh
Vishka Asayesh  (en persan : ویشکا آسایش), née le 7 novembre 1972 à Téhéran est une actrice Iranienne. Elle s'installe en France en 2022, fuyant la censure.

## Biographie
Vishka Asayesh naît à Téhéran d'une mère enseignante et d'un père technicien. Son grand-père est le poète Shin Partow (fa).
Sur les conseils de son oncle réalisateur Maziar Partow, elle passe et réussit le casting de la série Imam Ali en 1990 à 19 ans,. Après cette expérience elle part vivre à Londres pendant 5 ans et obtient un diplôme en design scénique de l'Université de Londres.
Elle commence sa carrière au cinéma en 1997 avec Saahere de Davood Mir Bagheri puis tourne dans Shirin d'Abbas Kiarostami, Gol-e Yakh de Kiumars Pourahmad, Je me sens endormi de Reza Attaran, The book of law de Maziar Miri. En 2011 elle remporte le Simorgh de cristal de la meilleure actrice pour No Men Allowed au Festival du film de Fajr. 
En 2022 Vishka Asayesh soutient le mouvement Femme, Vie, Liberté créée à la suite de la Mort de Mahsa Amini, battue par la police des mœurs iranienne pour « port de vêtements inappropriés ». Ne souhaitant plus tourner en portant le voile, en 2023 l'actrice quitte l'Iran pour s'installer en France.

## Filmographie

### Cinéma
- 1997 : Saahere de Davood Mir Bagheri
- 1998 : Eshgh +2 de Reza Mirkarimi
- 1999 : Bolough de Masoud Jafari Jowzani
- 2000 : Mosafere Rey de Davood Mir Bagheri
- 2004 : Gol-e Yakh de Kiumars Pourahmad
- 2004 : Hasht Paa d'Alireza Davood Nejad
- 2008 : Shirin d'Abbas Kiarostami
- 2009 : The book of law de Maziar Miri
- 2010 : Porteghal Khoni de Cyrus Alvand
- 2010 : No Men Allowed de Rambod Javan
- 2011 : The Snow on the Pines de Payman Maadi
- 2012 : Je me sens endormi de Reza Attaran
- 2012 : Nikaan va Bacheh Ghoul de Rahman Rezayi
- 2014 : Sizdah de Houman Seyedi
- 2015 : Sperm Whale de Saman Moghadam
- 2015 : Dar Moddat Maloum de Vahid Amirkhani
- 2015 : Man va Sharmin de Bijan Shirmarz
- 2015 : Sokoot de George Haasehmzadeh
- 2018 : Pig de Mani Haghighi
- 2019 : We Are All Together de Kamal Tabrizi
- 2020 : The Badger de Kazem Mollaie
- 2022 : The Night Guardian de Reza Mirkarimi
- 2023 : Chap Rast de Hamed Mohammadi
- 2025 : Sept jours de Mohammad Rasoulof

### Séries télévisées
- 1990-1995 : Imam Ali
- 2009 : Nardebam-e Aseman de Mohammad Hossein Lotfi
- 2012 : Mokhtarnameh de Davood Mirbagheri
- 2015 : Pardeh Neshin de Behrooz Shoeibi
- 2019 : Blue Whale de Fereydoun Jeyrani
- 2021 : Dracula
- 2022 : Roozi Roozegari Merikh
- 2022 : The Innocent de Mehran Ahmadi
- 2022 : The Night Guardian de Reza Mirkarimi

## Distinctions
- Festival du film de Fajr 2011 : Simorgh de cristal de la meilleure actrice pour No Men Allowed
- Riverside International Film Festival 2021 : Meilleure actrice pour The Badger[6]
- Winter Film Awards International Film Festival 2021 (USA) : Meilleure actrice pour The Badger
- Calella Film Festival 2021 (Espagne) : Meilleure actrice pour The Badger